# Щербан Цицейка
Щербан Цицейка (рум. Șerban Țițeica; нар. 14 березня 1908, Бухарест — †28 травня 1985, Бухарест) — румунський фізик-теоретик. Син засновника румунської математичної школи Ґеорґія Цицейки.

## Біографія
Син Ґеорґе Цицейка (1873-1939), математика, члена Румунської академії.
В 1929 закінчив Бухарестський університет з 1937 — його професор, одночасно з 1956 — заступник директора Інституту атомної фізики. У 1962-1963 — Віце-директор Об'єднаного інституту ядерних досліджень.
Писав роботи зі статистичної фізики, квантової механіки, атомної та ядерної фізики, фізики елементарних частинок. В 1935 Побудував першу квантову теорію магнето-опору металів.

## Поліглот та любитель мистецтва
Цицейка був любителем мистецтва і гуманітарних наук. Знав багато мов, читати в оригіналі праці великих філософів. Паралельно з Факультетом наук, часто відвідував в юності Бухарестську консерваторію, навчався в класі Альфонса Касталді, де удосконалював свої навички як піаніст.
Був перекладачем. Любив займатися скелелазінням і відкривати зі своїм братом Раду Цицейка нові маршрути.
Помер 28 травня 1985 в Бухаресті.

## Праці

### Cercetare originală
- Über die Widerstandsänderung von Metallen im Magnetfeld, Annalen der Physik, volumul 22, paginile 129—161, 1935; (Teza sa de doctorat)
- Über die Absorption der Korpuskularstrahlen, Zeitschrift für Physik, volumul 101, paginile 378—397, 1936;
- Contributions à la théorie des positrons, Bulletin de la Société Roumaine de Physique, volumul 41, paginile 47–68, 1940;
- Asupra radiației multipolilor electrici și magnetici de ordin superior, Studii și Cercetări de Fizică, volumul 1, paginile 51–57, 1950;
- Considerații teoretice asupra dezintegrării π → μ, Studii și Cercetări de Fizică, volumul 9, paginile 411—427, 1958;
- Representation of infinitesimal unitary groups by infinitesimal canonical transformations, Revue Roumaine de Physique, volumul 11, paginile 677—696, 1966.

### Tratate universitare
- Elemente de mecanică statistică, Editura Tehnică, București, 1956;
- Termodinamica, Editura Academiei Republicii Socialiste România, București, 1982;
- Mecanica cuantică, Editura Academiei Republicii Socialiste România, București, 1984;
- Curs de fizică statistică și teoria cuantelor, Editura ALL, București, 2000;
- Lecții de teoria nucleului atomic, Editura Academiei Române, București, 2007.